# Rickert
Rickert település Németországban, Schleswig-Holstein tartományban. Lakosainak száma 1029 fő (2023. december 31.).

## Népesség
A település népességének változása:
| Lakosok száma | 571  | 1053 | 1027 | 1042 | 1057 | 1029 |
|               | 1975 | 2017 | 2019 | 2021 | 2022 | 2023 |